# Pere Antoni Serra Bauzà
Pere Antoni Serra Bauzà (* 18. August 1928 in Sóller; † 2. November 2018 in Palma) war ein spanischer Verleger.
Serra war der größte Verleger auf der spanischen Mittelmeerinsel Mallorca. Er war Eigentümer der Grup Serra, zu der mehrere Zeitungen, Fernseh- und Radiosender gehören. Zur Gruppe gehört auch das deutschsprachige Mallorca Magazin.
Serra betätigte sich auch als Mäzen und Kunstsammler. Ein Teil seiner Sammlung befindet sich als Leihgabe im staatlichen Museum Es Baluard in Palma, an dessen Aufbau Serra beteiligt war. Im Zusammenhang mit seiner Sammlung veröffentlichte er ein Buch.

## Werke
- 101 Pintors, Memòries  d’una Col-lecció